# Mr. K
Mr. K är en nederländsk mysterie- och dramafilm som hade världspremiär på Toronto International Film Festival den 6 september 2024. Filmen är regisserad av Tallulah Hazekamp Schwab som även skrivit filmens manus.
Filmen hade biopremiär i Sverige den 21 mars 2025.

## Handling
Filmen handlar om trollkarlen Mr. K. En kväll checkar Mr. K in på ett gigantiskt hotell, och nästa morgon kan han inte hitta utgången längre.

## Rollista (i urval)
- Crispin Glover – Mr. K
- Sunnyi Melles
- Fionnula Flanagan
- Bjørn Sundquist
- Dearbhla Molloy
- Barbara Sarafian
- Jan Gunnar Røise